# Georg Buschan
Georg Buschan, född 14 april 1863 och död 6 november 1942, var en tysk etnograf.
Buschan utgav bland annat Germanen und Slaven (1890), Die Balkanvölker (1910) samt Die Sitten der Völker (3 band 1914–16). Buschans viktigaste insats i den etnografiska forskningen är den under hans redaktion utgivna handboken Illustrierte Völkerkunde (2:a upplagan, 3 band 1922–26).